# Kępkowiec białawy

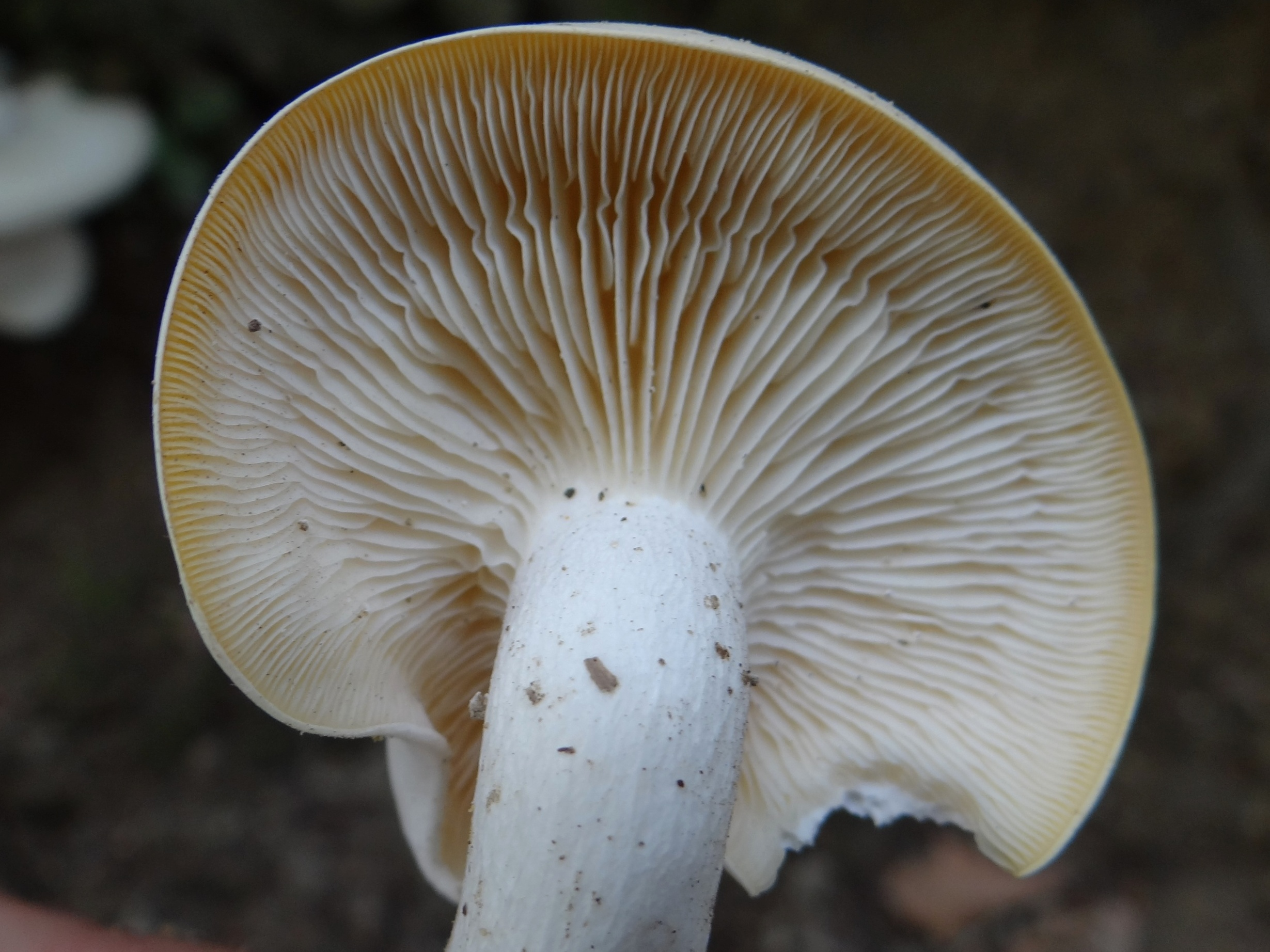
Blaszki kępkowca białego

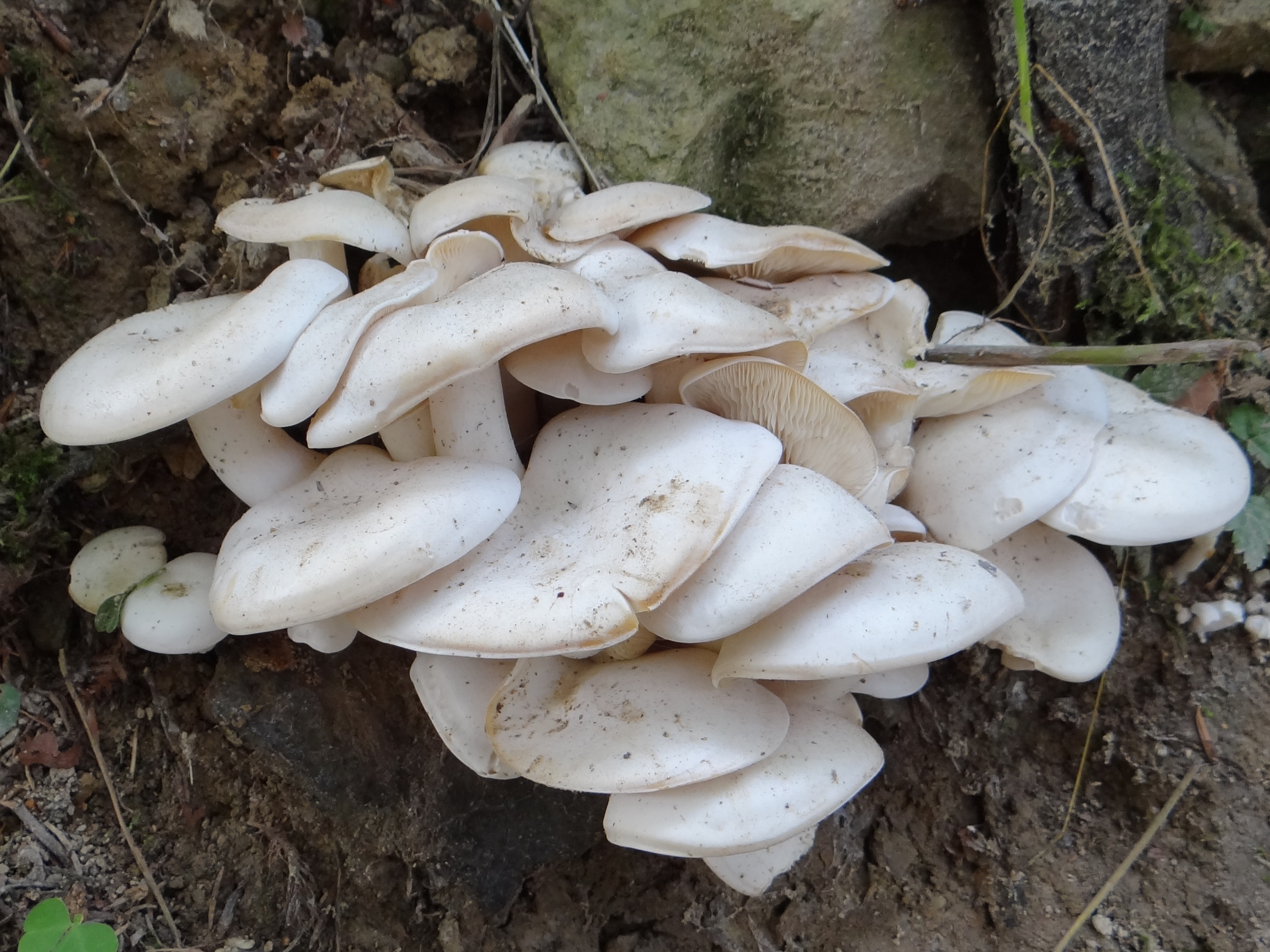
Owocniki tworzą gęste kępy

Kępkowiec białawy (Lyophyllum connatum (Schumach.) Singer) – gatunek grzybów należący do rodziny kępkowcowatych (Lyophyllaceae).

## Systematyka i nazewnictwo
Pozycja w klasyfikacji według Index Fungorum: Lyophyllum, Lyophyllaceae, Agaricales, Agaricomycetidae, Agaricomycetes, Agaricomycotina, Basidiomycota, Fungi.
Po raz pierwszy takson ten zdiagnozował w 1803 r. Heinrich Christian Friedrich Schumacher nadając mu nazwę Agaricus connatus.  Obecną, uznaną przez Index Fungorum nazwę nadał mu w 1939 r. Rolf Singer, przenosząc go do rodzaju Lyophyllum. Synonimy naukowe::

- Agaricus connatus Schumach. 1803
- Agaricus hebepodius Fr. 1821
- Clitocybe connata (Schumach.) Gillet 1874
- Clitocybe connata var. congolensis Beeli 1927
- Gyrophila connata (Schumach.) Quél. 1886
- Clitocybe connata var. hebepodia (Fr.) Sacc. 1887
- Clitocybe connata var. micheliana Bres.
- Gyrophila connata (Schumach.) Quél. 1886
- Lyophyllum connatum (Schumach.) Singer 1939 var. connatum
- Tricholoma connatum (Schumach.) Ricken 1915

Nazwę polską podał Władysław Wojewoda w 2003 r. W polskim piśmiennictwie mykologicznym gatunek ten opisywany był też jako podblaszek zrosły.

## Morfologia
Zazwyczaj owocniki wyrastają kępkami, a ich trzony zrośnięte są u nasady. Czasami zrastają się także kapelusze.
Kapelusz
Średnica 3–10 cm, za młodu półkulisty, potem wypukły z podwiniętym brzegiem. Na starość staje się rozpostarty z ostrym i często nieregularnie pofałdowanym brzegiem. Powierzchnia gładka, matowa, zamszowo błyszcząca w kolorze od białego do jasnoszarego.
Blaszki
Bardzo gęste, wykrojone, lub krótko zbiegające na trzon. Ostrza równe. Za młodu białe, potem kremowe.
Trzon
Wysokość 4–12 cm, grubość do 2 cm, cylindryczny ze zwężoną podstawą, za młodu pełny, potem pusty. Kolor biały, dopiero u starszych okazów żółknie, powierzchnia matowa i łuskowata.
Miąższ
Biały, nie zmieniający zabarwienia po przekrojeniu, jędrny, elastyczny. Smak nieznaczny, zapach niewyraźny.
Wysyp zarodników
Biały. Zarodniki gładkie, elipsoidalne, o rozmiarach 6–7 × 3,5–4 μm. 

## Występowanie i siedlisko
Występuje w Ameryce Północnej, Europie, Korei i Nowej Zelandii. W Polsce jest pospolity.
Rozwija się w lasach liściastych, mieszanych i iglastych oraz w parkach, na brzegach strumieni i w miejscach wilgotnych. Owocniki wytwarza od sierpnia do października, gromadnie. 

## Znaczenie
Saprotrof. W zależności od źródła traktowany jako grzyb jadalny lub trujący. Za jadalny uważany jest np. w atlasach Wojewody i Dermeka, który podaje, że jadalne są tylko kapelusze i nadają się do zup i marynowania. Za jadalny uważany jest w Rosji. Atlas Pavola Škubli uznaje go za grzyb trujący, a w atlasie Gmindera jest notka, że prawdopodobnie zawarta w tym grzybie liofilina jest substancją mutagenną. W związku z tak niejednoznacznymi opiniami na przydatność spożywczą tego grzyba należy go uważać za grzyb niejadalny, tym bardziej, że może być pomylony z trującymi lejkówkami.

## Gatunki podobne
- lejkówka liściowa (Clitocybe phyllophila) – jest mniejsza, ma pilśń przy podstawie trzonu i anyżowy zapach[5].
- lejkówka jadowita (Clitocybe rivulosa) – jest mniejsza, po dojrzeniu lejkowata, a po uszkdzeniu zmienia kolor na różowoczerwony[5].
- bruzdniczek największy (Clitopilus prunulus) – ma różowawe blaszki[5].

Podblaszek zrosły często mylony jest z białymi lejkówkami. W pewny sposób można go od nich odróżnić reakcją z siarczanem żelazowym: podczas niej lejkówki barwią się na fioletowo, podblaszek nie wchodzi tę w reakcję.